# Odontoloma relictum
Odontoloma relictum là một loài bọ cánh cứng trong họ Bọ hung (Scarabaeidae).